# Ferrari Trento
Ferrari Trento ist ein italienisches Weingut, das Schaumweine mit Flaschengärung produziert. Es gehört zum Verband Trentodoc-Konsortium, das die Herstellung dieser Art von Schaumwein ordnet. In den Kellern von Ferrari lagern über 24 Millionen Sektflaschen, die zwischen 2 und 15 Jahren reifen.

## Geschichte
1902 entschloss sich Giulio Ferrari (* 9. April 1879; † 14. Januar 1965 in Trient), italienischen Schaumwein nach der Champagner-Methode (Flaschengärung) herzustellen.  

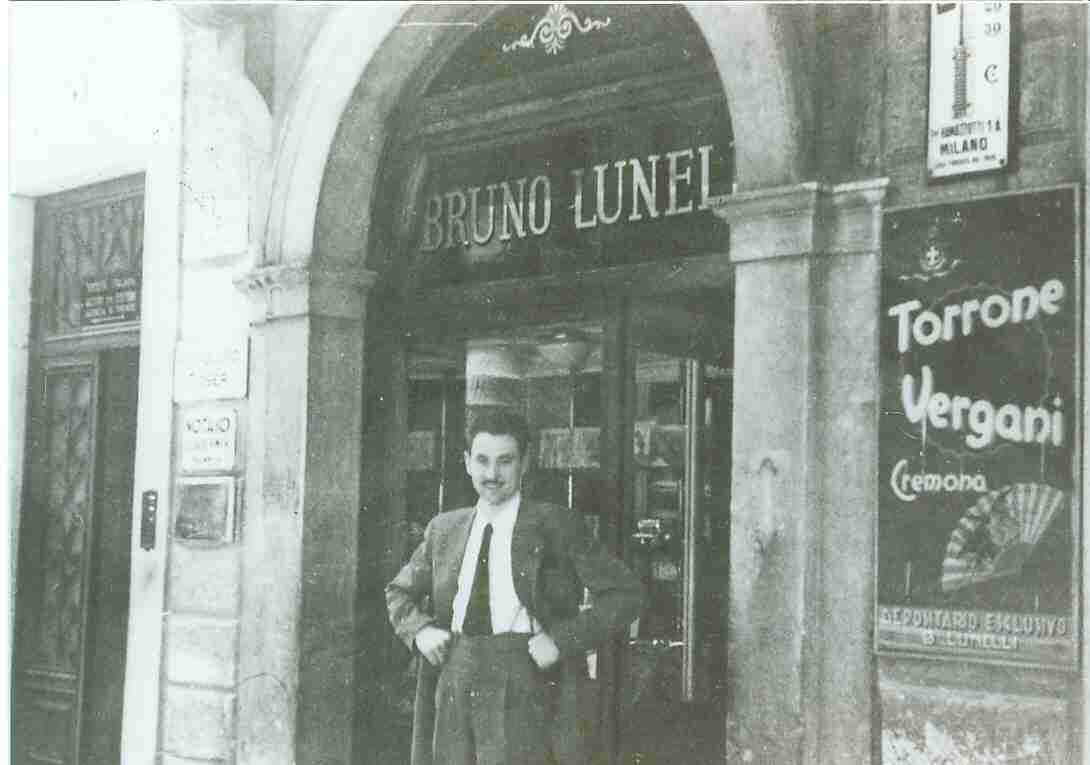
Bruno Lunelli

Da er keine Kinder hatte, wählte er 1952 Bruno Lunelli (1907–1973), der eine Weinhandlung in Trient besaß, um das Weingut weiterzuführen. Zu dieser Zeit stellte Ferrari 9000 Flaschen pro Jahr her. 1969 gab Lunelli die Verantwortung an die zweite Generation: Franco (1935), Giorgio (1937), Gino (1939), Carla (1945) und Mauro (1948). Die aktuelle dritte Generation bilden Matteo Lunelli (Präsident und CEO), Camilla Lunelli, Alessandro Lunelli und Marcello Lunelli.

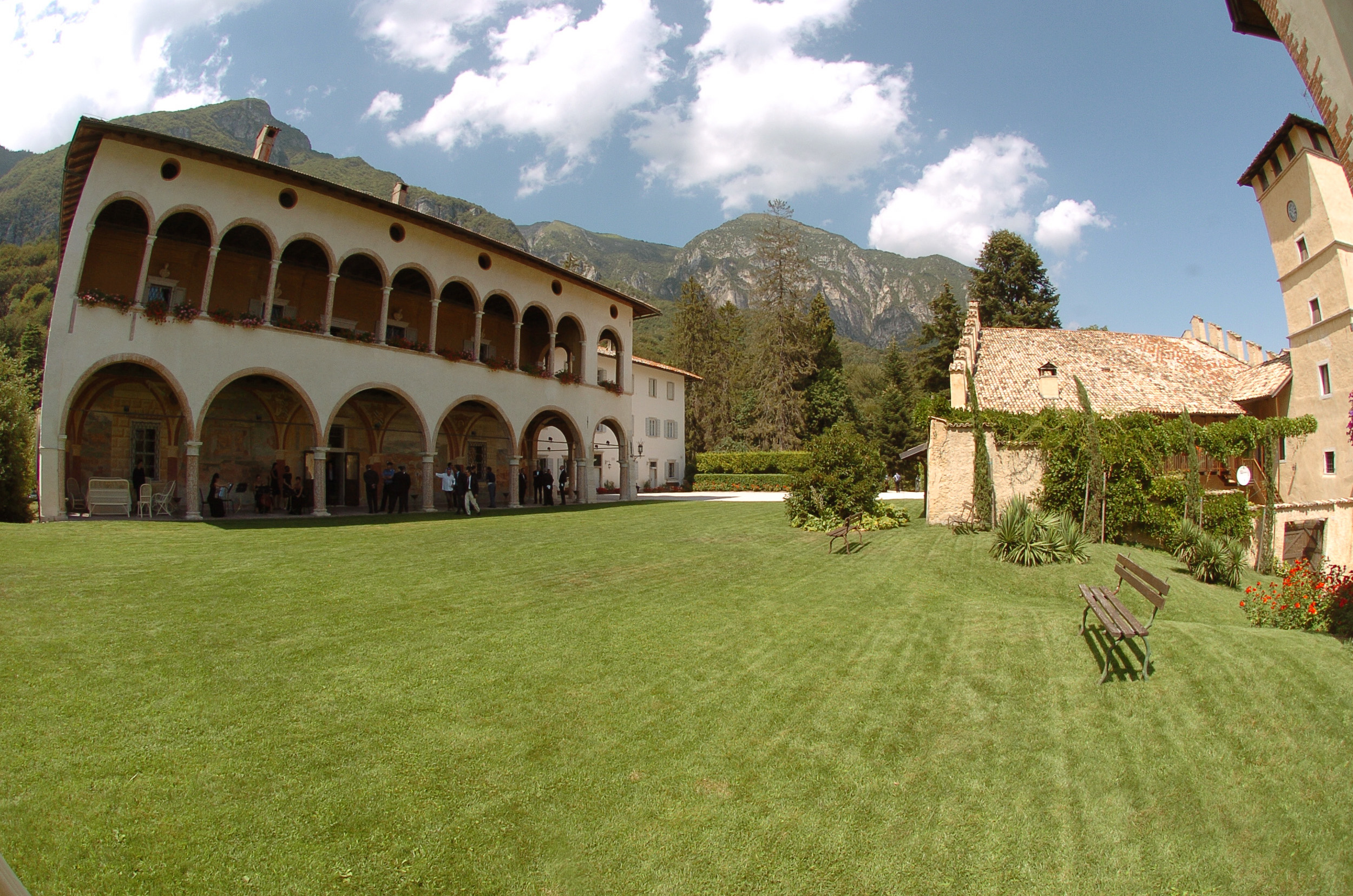
Villa Margon

Ferrari Trento ist das größte Unternehmen der Lunelli Group, einem Unternehmen mit sechs Marken, die Wein (Tenute Lunelli und Bisol), Mineralwasser (Surgiva), Grappa und Likör (Segnana) anbieten. 
Zur Lunelli-Gruppe gehört auch das Zwei-Sterne-Michelin-Restaurant Locanda Margon in Trient.
Ein Liegenschaft der Lunelli-Gruppe und der Cantine Ferrari ist die Villa Margon aus dem 16. Jahrhundert.
Seit der Formel-1-Saison 2021 wird Ferrari Trento nach den Rennen auf dem Podium für die traditionelle Champagnerdusche verwendet. 2025 kehrte man zur davor verwendeten Marke Moët & Chandon zurück.